# Рапсодия Балтики
«Рапсодия Балтики» (пол. Rapsodia Bałtyku) — польский чёрно-белый художественный фильм, драма 1935 года.

## Сюжет
Трое друзей — Адам, Зыгмунт и Ежи — служат в эскадрилье гидропланов военно-морского флота в Гдыне. Много лет тому назад Адам Хальны влюбился в девушку, не зная, что она — невеста его друга из офицерской школы Зыгмунта Заторского. Тогда Адам решил уйти с дороги друга. Через несколько лет они встречаются снова. Эва — уже жена Зыгмунта, но после возвращения Адама брак оказывается под угрозой. Во время полёта над морем из-за сильной бури самолёт терпит аварию, и летящие на нём Адам и Зыгмунт находятся в смертельной опасности. Это происшествие не только укрепляет их дружбу, но и устраняет все недоразумения.

## В ролях
- Адам Бродзиш — Адам
- Мечислав Цибульский — Зыгмунт
- Ежи Марр — Ежи
- Барбара Орвид — Ева
- Мария Богда — Янка
- Станислав Селяньский — Пшендза
- Павел Оверлло — командор Зелиньский
- Моника Карло — Франчишка